# Annedals distrikt
Annedals distrikt är ett distrikt i Göteborgs kommun och Västra Götalands län. 
Distriktet ligger i sydöstra delen av centrala Göteborg.

## Tidigare administrativ tillhörighet
Distriktet inrättades 2016 och utgör av en del av det område som före 1971 utgjordes av Göteborgs stad.
Området motsvarar den omfattning Annedals församling hade vid årsskiftet 1999/2000 och som den fick 1951.

## Galleri

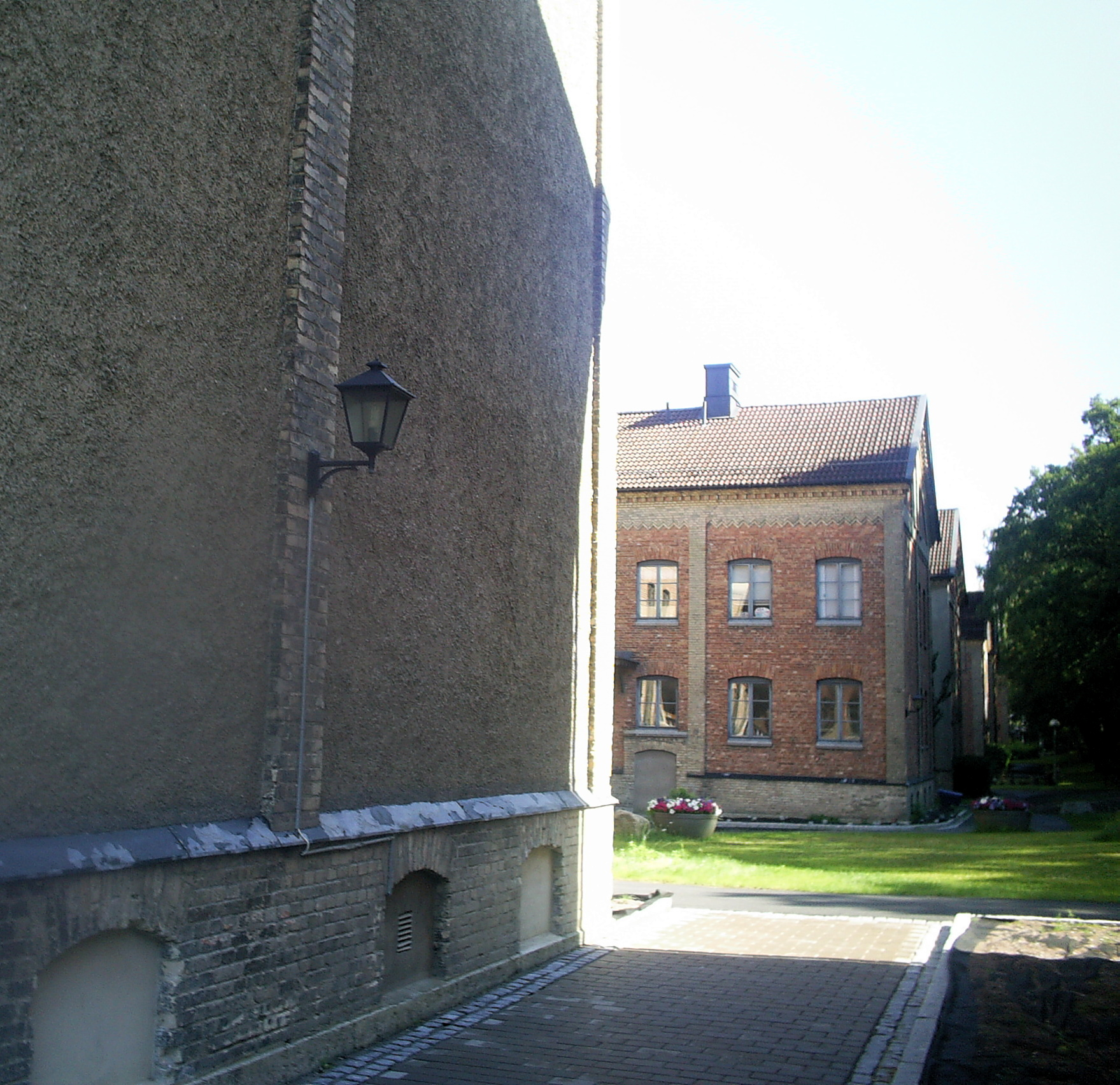
Arbetarfastigheter i Annedal.